# Lac Columbine
Pour les articles homonymes, voir Columbine.
Le lac Columbine, en anglais Columbine Lake, est un lac de barrage dans l'État américain du Colorado. Il est situé à une altitude de 2 693 m dans le comté de La Plata et la forêt nationale de San Juan.